# AC-12 (Spanje)

De AC-12

De AC-12 is een autovía in Galicië. De stadssnelweg is 9 kilometer lang (Avenida del Ejército (La Coruña), Avenida del Pasaje (A Coruña), Puente del Pasaje (A Coruña y Oleiros), Avenida de las Marinas (Oleiros en Cambre)) en loopt door A Coruña.